# Ana Popović
Ana Popović (13. května 1976, Bělehrad, Srbsko) je srbská blues-rocková zpěvačka, kytaristka a skladatelka. V roce 2003 byla nominována na cenu Blues Music Award.

## Diskografie

### Hush

#### Studiová alba
- Hometown (1998)

### Sólová

#### Studiová alba
- Hush! (2000)
- Comfort To The Soul (2003)
- Still Making History (2007)
- Blind For Love (2009)
- Unconditional (2011)

#### Koncertní alba
- Ana! Live in Amsterdam (2005)
- An evening at Trasimeno Lake.(2010)

#### Video alba
- Ana! Live in Amsterdam (2005)
- An evening at Trasimeno Lake. (2010)